# Northern Sea Wolf
Die Northern Sea Wolf ist eine Fähre der kanadischen Reederei BC Ferries.

## Geschichte
Die Fähre wurde unter der Baunummer Y9212450 auf der Werft Panagiotakis Bros. in Ambelaki gebaut. Die Kiellegung fand im Januar 1997, der Stapellauf im April 1999 statt. Die Fähre wurde im Februar 2000 an Agios Andreas Shipping abgeliefert und als Agios Andreas II unter der Flagge Griechenlands zwischen Piräus und Ägina in Dienst gestellt. 2004 wurde die Fähre an die Reederei Kefallonia Lines verchartert oder verkauft und im Ionischen Meer zwischen Kyllini und Kefalonia bzw. Kefalonia, Ithaka und Astakos eingesetzt. Anfang 2005 wurde das Schiff an Atlas Marine verkauft und zwischen Kythira und Neapel eingesetzt. Im Verlaufe des Jahres wurde das Schiff in Andreas II umbenannt.
2007 kaufte die Orvelin Group in Strömstad die Fähre. Nach einem Umbau in Falkenberg wurde sie ab April 2008 als Mr. Shoppy One unter schwedischer Flagge für Verkaufsfahrten zwischen Strömstad in Schweden und Sarpsborg in Norwegen eingesetzt. Mehrfach wurde auch Skagen in Dänemark angelaufen. Ab Ende Dezember 2008 ruhte der Verkehr für einige Wochen und wurde im Februar 2009 wieder aufgenommen. Aufgrund von Problemen mit der norwegischen Zollbehörde wurden die Fahrten zwischen Strömstad und Sarpsborg Anfang März 2009 unterbrochen. Von Juni bis August verkehrte das Schiff dann zwischen Strömstad und Tønsberg in Norwegen und wurde anschließend aufgelegt.
2011 wurde die Fähre an Orveline Hellenic Shipping in Piräus verkauft, die das in Aqua Spirit umbenannte und wieder unter die griechische Flagge gebrachte Schiff an die griechische Reederei NEL Lines vercharterte. Einer anderen Quelle zufolge wurde das Schiff an NEL Lines verkauft. NEL Lines betrieb das Schiff für vier Jahre in der Ägäis zwischen den Kykladen-Inseln, darunter Anafi, Santorin, Ios, Sikinos, Folegandros, Naxos, Paros, Mykonos und Syros. Im Juni 2015 wurde das Schiff erneut aufgelegt, bevor es 2016 in Charter von Seajets fuhr oder von Seajets gekauft wurde. Seajets betrieb die Fähre unter ihrem Markennamen Seajets Ferries erneut in der Ägäis.
Im August 2017 kaufte die kanadische Reederei British Columbia Ferry Services das Schiff für 12,6 Mio. kanadische Dollar und ließ es für den Einsatz bei BC Ferries umbauen. Das in Northern Sea Wolf umbenannte und unter kanadische Flagge gebrachte Schiff verkehrt seit Juni 2019 auf der nur im Sommerhalbjahr bedienten Route zwischen Port Hardy auf Vancouver Island und Bella Coola mit Zwischenhalten in Bella Bella, Shearwater und Ocean Falls. Die Fährverbindung wurde bereits von 1996 bis 2013 von der Queen of Chilliwack bedient, bevor sie wegen hoher finanzieller Verluste eingestellt wurde.
Aufgrund verspäteter Übergabe und Verzögerungen beim Umbau konnte die Northern Sea Wolf nicht wie geplant im Juni 2018 ihren Dienst aufnehmen. Die Strecke zwischen Bella Coola, Ocean Falls, Shearwater und Bella Bella wurde zunächst von der Nimpkish bedient. Im September 2018 übernahm die Northern Adventure bis zum Ende der Saison im Oktober 2018 die Bedienung der gesamten Strecke.
Der Schiffsname geht zurück auf die an der Küste und auf den Inseln von British Columbia lebenden Wölfe, hier als „Sea Wolves“ oder „Coastal Wolves“ bezeichnet. Sie werden von den hier lebenden First Nations verehrt.

## Technische Daten und Ausstattung
Das Schiff wird von zwei Cummins-Dieselmotoren mit jeweils 2400 kW Leistung angetrieben. Die Motoren wirken über Getriebe auf zwei Verstellpropeller. Das Schiff ist mit einem Bugstrahlruder ausgestattet.
Die Fähre verfügt über ein geschlossenes Fahrzeugdeck mit fünf Fahrspuren, das über eine Heckrampe zugänglich ist. An Bord befinden sich unter anderem eine Lounge mit Ruhesesseln und ein Selbstbedienungsrestaurant sowie zwei offene Decksbereiche mit Sitzgelegenheiten, von denen ein Teil überdacht ist.